# 9K38 Igla
Die 9K38 Igla (russ.: 9К38 Игла ‚Nadel‘) ist eine schultergestützte Flugabwehrrakete aus Russland. Der NATO-Codename lautet SA-18 Grouse.

## Entwicklung
Am 12. Februar 1971 erteilte das Zentralkomitee der Kommunistischen Partei der Sowjetunion den Auftrag zur Entwicklung einer neuen tragbaren Flugabwehrlenkwaffe, die Ende der 1970er Jahre die Systeme 9K32 Strela-2 und 9K34 Strela-3 ersetzen sollte. Bei der Entwicklung kam es immer wieder zu Verzögerungen. Als die Entwicklung im Jahre 1978 immer noch nicht abgeschlossen war, entschied man sich für eine Zwischenlösung. Der bereits fertiggestellte Rumpf und Raketenmotor der neuen Lenkwaffe sollte mit dem bewährten Suchkopf der 9K34 Strela-3 zu einem Interim-System weiterentwickelt werden. Dieses System bekam die Bezeichnung 9K310 Igla-1. Es wurde im Jahre 1981 bei den sowjetischen Landstreitkräften eingeführt und bekam von der NATO die Bezeichnung SA-16 Gimlet. Nach zwölf Jahren Entwicklungszeit wurde die 9K38 Igla (NATO-Codename: SA-18 Grouse) schließlich 1983 bei den sowjetischen Landstreitkräften eingeführt.

## Technik
Das System 9K338 Igla-S besteht aus dem 9P39-Transport- und Startbehälter aus GFK mit dem 9M39-Lenkflugkörper. An diesen Behälter wird das 9P519-Start- und Visiergerät montiert. Dieses ist abwärtskompatibel und kann auch für die 9K310 Igla-1 verwendet werden. In das Start- und Visiergerät wird der 9P238-Behälter mit der Thermalbatterie und dem Kühlmittel für den Suchkopf eingesetzt.
Die 9M39-Lenkflugkörper haben einen schlanken, zylinderförmigen Rumpf und sind in vier Sektionen aufgeteilt: Hinter der transparenten Lenkflugkörperspitze befinden sich der Suchkopf. Auf der abgerundeten Lenkflugkörperspitze ist ein rund 10 cm langer nadelförmiger Stachel (englisch Aerospike) montiert. Dieser reduziert sowohl den Luftwiderstand wie auch die Reibungshitze auf der Lenkflugkörperspitze. Der 9E410-Suchkopf wurde von LOMO MOP in Sankt Petersburg entwickelt. Dieser ist ein passiver Infrarot-Suchkopf und arbeitet auf zwei unterschiedlichen Wellenlängen zwischen 1,5 bis 2,5 µm und 3 bis 5 µm. Vor dem Start werden die Zellen und Halbleiter des Suchkopfes durch Stickstoff aus dem 9P238-Behälter auf rund −190 °C gekühlt. Der Suchkopf arbeitet nach dem Prinzip der Analog-Digital-Signalverarbeitung mit Frequenzmodulation. Hinter dem Suchkopf ist die Lenkeinheit verbaut. Diese besteht aus der Elektronik mit dem Inertialen Navigationssystem sowie der Thermalbatterie. Ebenso sind hier die Aktuatoren sowie die vier ausklappbare Steuerflächen verbaut. Dahinter folgt der 1,27 kg wiegende Splittergefechtskopf mit dem Aufschlagzünder. Im darauffolgenden Rumpfabschnitt ist das Feststoffraketentriebwerk untergebracht. Zuhinterst im Heck befinden sich die Brennkammer sowie die Düse. Weiter sind dort vier Faltleitwerke angebracht.

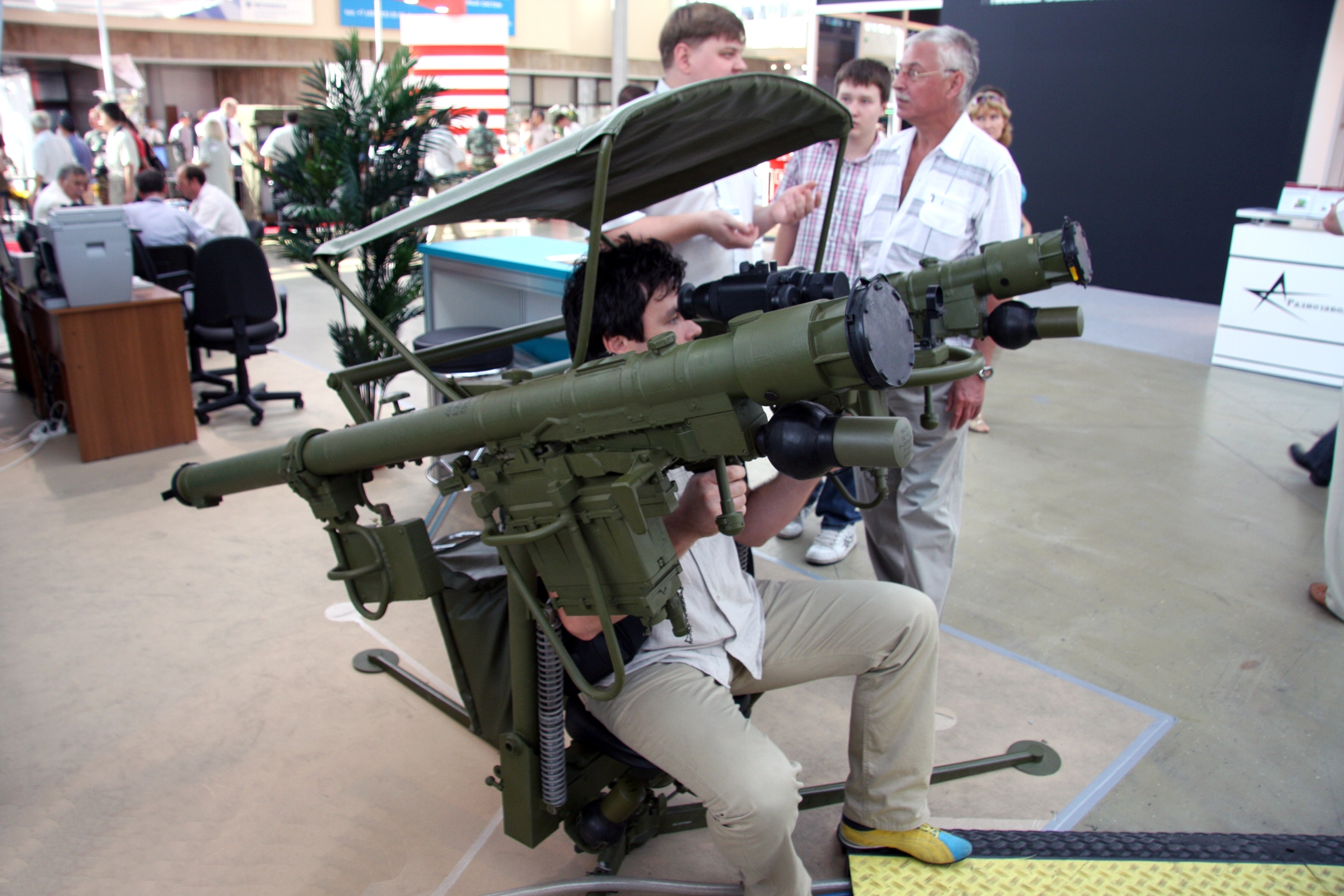
Jigit-Starter mit Igla

Auf die 9K38 Igla können die Freund-Feind-Erkennung-Systeme (englisch IFF) 1L229 und 1L148 aufgesetzt werden. Ebenso kann an das 9P519-Start- und Visiergerät das 1PN97 Maugli-2-Nachtsichtgerät aufgesetzt werden. Weiter kann die Igla auf das 9S520-C2-System aufgesetzt werden. Dieses besteht aus einem Dreibein, einem IFF-System, und einem 1L110-2-Funkgerät, über dies der Schütze Daten der Luftraumüberwachung empfangen kann. Auf einem Anzeigetablett wird dem Schützen die Flugrouten (nur Azimut) von Luftzielen in einem Umkreis von 24 km dargestellt. Daneben existiert auch der Jigit-Starter. Dieser besteht aus einem Dreibein mit Sitzfläche und Wetterschutzdach für den Schützen. Auf beiden Seiten des Schützen können eine oder zwei Igla montiert werden. Dem Schützen steht eine einfache Visiereinrichtung zur Verfügung. Weiter kann die Igla mit verschiedenen Startanlagen ab Fahrzeugen, Schiffen und Hubschraubern gestartet werden.

## Varianten
- 9K38 Igla: Grundversion aus dem Jahr 1983.
- 9K38 Igla-E: Exportversion mit älterem IFF-System.
- 9K38 Igla-D: Version für Luftlande- und Gebirgstruppen. Das System lässt sich in zwei Traglasten zerlegen.[6]
- 9K38 Igla-W: Für den Luft-Luft-Einsatz mit Kampfhubschraubern.
- 9K38 Igla-N: Version aus den 1990er-Jahren. Mit neuem Gefechtskopf, Suchkopf und Elektronik, welche mittels Reverse Engineering von der FIM-92 Stinger nachgebaut wurden.[2][7][8]
- 9K38 Igla-M: Version für die Marine (NATO-Codename: SA-N-14 Grouse).[1]
- 9K338 Igla-S: Version mit komplett neuer Elektronik, Näherungszünder und neuem Sprengkopf. (NATO-Codename: SA-24 Grinch).[6]

## Funktionsweise

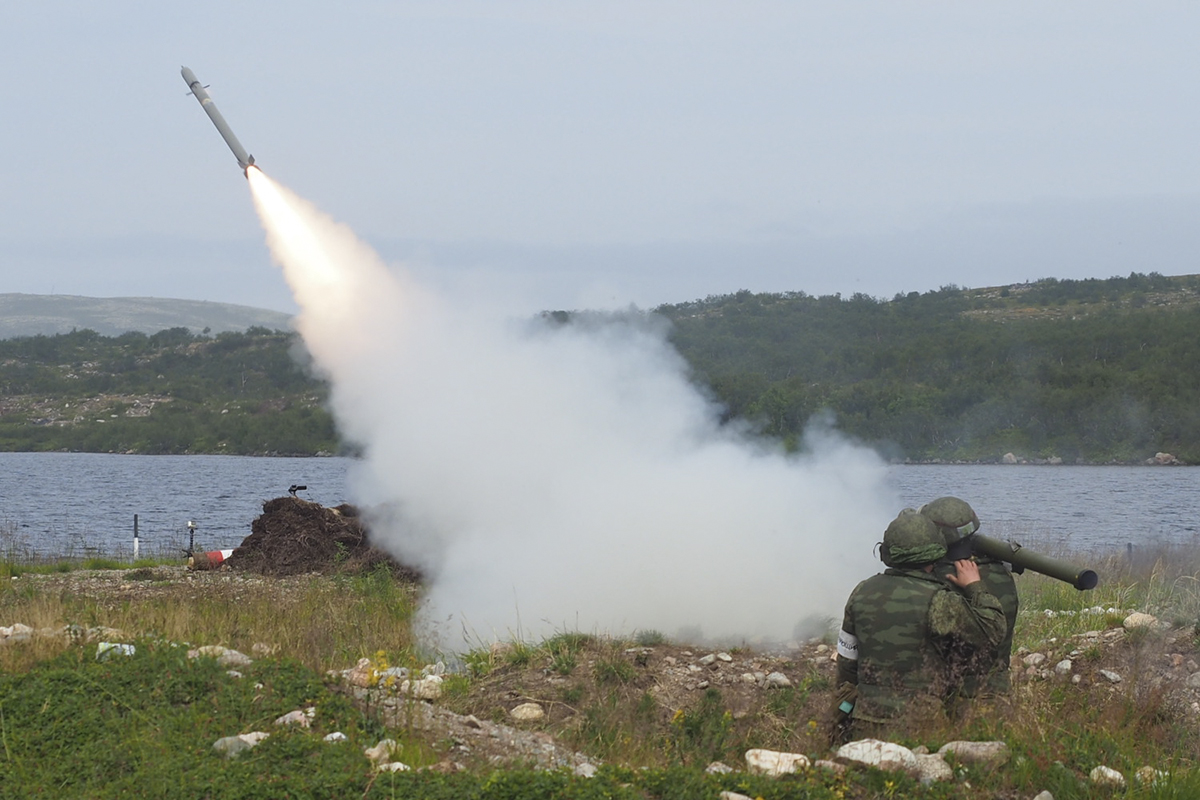
Start einer 9K38 Igla

Die Igla funktioniert nach dem Fire-and-Forget-Prinzip, d. h. nach dem Abfeuern verfolgt die Rakete ihr Ziel selbstständig. Mit der Igla können Flugzeuge, Hubschrauber und Drohnen bekämpft werden. Der horizontale Einsatzbereich des Lenkflugkörpers liegt bei 0,5 bis 5,2 km bei einem vertikalen Kampfbereich von 10 bis 3.500 m. Frontal anfliegende Luftziele können bis zu einer Fluggeschwindigkeit von 360 bis 400 m/s bekämpft werden. Die maximale Fluggeschwindigkeit für die Bekämpfung von vorbei- und wegfliegenden Luftzielen liegt bei 320 m/s.
Die Igla ist innerhalb von wenigen Sekunden feuerbereit. Nach dem Einschalten der Stromversorgung verfolgt der Schütze das Ziel mit dem optischen Visier und betätigt den Abzug am Griffstück. Damit wird der Suchkopf aktiviert und dieser versucht auf das Ziel aufzuschalten. Sind die Infrarotemissionen stark genug und die Winkelgeschwindigkeit im zulässigen Bereich, wird dies durch ein Lichtsignal und einem Summton angegeben. Mit einer kurzen Verzögerung wird der Abzug freigegeben und der Lenkflugkörper kann gestartet werden. Eine gescheiterte Aufschaltung wird durch einen anderen Ton angegeben, wonach der Schütze erneut zielen kann. Der Start des Lenkflugkörpers erfolgt nach dem Kaltstart-Prinzip. Eine Ausstoßladung stößt den Lenkflugkörper mit rund 40 m/s aus dem Startbehälter. Dabei werden die Steuerflächen ausgeklappt und die Leitwerke entfaltet. In einer Entfernung von 10 bis 15 m zündet das Feststoffraketentriebwerk und beschleunigt die Rakete auf rund 570 m/s. Dabei erreicht der Lenkflugkörper durch seine Rotation um die Längsachse und die vier Leitwerke eine stabile Flugbahn. Die Zielverfolgung durch die Lenkwaffe erfolgt nach dem Prinzip der Proportionalnavigation, d. h. die Elektronik errechnet die Winkelgeschwindigkeit des Ziels und sendet Steuerbefehle, um die Differenz auf Null zu bringen. Der Lenkflugkörper vollführt am Schluss ein zieladaptives Flugmanöver, um in den Flugzeugrumpf und nicht in den Triebwerksauslass einzuschlagen. Beim Aufschlag im Ziel wird der Gefechtskopf durch den Aufschlagzünder mit einer kurzen Verzögerung zur Detonation gebracht. Ebenso wird zusammen mit der Gefechtskopfzündung auch der noch allfällig vorhandene Raketentreibstoff gezündet. Wird das Ziel verfehlt, so zerstört sich die Lenkwaffe nach einer Flugzeit von 14 bis 18 Sekunden durch Selbstzerstörung.

## Nutzer
Daten aus
- Armenien – 200
- Aserbaidschan – unbekannte Anzahl
- Ägypten – unbekannte Anzahl
- Brasilien – 112
- Deutschland – 75 am 3. Oktober 1990 von der DDR übernommen. Die Systeme befanden sich nie im regulären Truppendienst und wurden mittlerweile gänzlich an die Ukraine abgegeben.
- Eritrea – 250
- Ecuador – 50
- Finnland – 100
- Irak – unbekannte Anzahl
- Indien – 2250
- Jordanien – 100
- Kasachstan – unbekannte Anzahl
- Malaysia – unbekannte Anzahl
- Marokko – unbekannte Anzahl
- Mexiko – 30
- Montenegro – unbekannte Anzahl
- Russland – unbekannte Anzahl
- Serbien – unbekannte Anzahl
- Singapur – 350
- Slowakei – 150
- Syrien – 200
- Turkmenistan – unbekannte Anzahl
- Ukraine – unbekannte Anzahl
- Vereinigte Arabische Emirate – unbekannte Anzahl
- Vietnam – 50

## Einsätze
Die 9K38 Igla kam bei den Jugoslawienkriegen, den Tschetschenienkriegen, dem Irakkrieg, dem Bürgerkrieg in Libyen, dem Bürgerkrieg in Syrien und in dem Krieg um Bergkarabach 2020 zum Einsatz.
Im Russisch-Ukrainischen Krieg wurde eine Iljuschin Il-76 der Ukrainischen Luftstreitkräfte am 14. Juni 2014 beim Anflug auf den Flughafen von Luhansk vermutlich mit einer 9K38 Igla abgeschossen, wobei 9 Besatzungsmitglieder und 40 Fallschirmjäger getötet wurden.
Beim Russischen Überfall auf die Ukraine wird die Igla von beiden Kriegsparteien eingesetzt. So wurde vom Einsatz einer Igla bei der Verteidigung des Flughafens Kiew-Hostomel nahe Kiew gegen russische Helikopter berichtet.